# Lisa Gerrard
Dame Lisa Germaine Gerrard (/dʒərɑːrd/; ur. 12 kwietnia 1961 w Melbourne) –  australijska wokalistka i kompozytorka, która zyskała rozgłos jako członek zespołu Dead Can Dance. Znana ze swojej unikalnej techniki śpiewania w wymyślonym języku (idioglosja), dysponuje kontraltem z zakresem wokalnym trzech oktaw. Gerrard nagrała również cztery albumy solowe  oraz współpracowała przy prawie dwudziestu. Skomponowała lub współtworzyła muzykę do prawie 50 filmów. Jest laureatką Złotego Globu z 2001 roku (z Hansem Zimmerem)  za muzykę do filmu Gladiator, była dwukrotnie nominowana do nagrody Grammy.
Oprócz Dead Can Dance brała udział w wielu projektach, współpracując m.in. z Pieterem Bourke, Patrickiem Cassidy, Klausem Schulze, Hansem Zimmerem, Marco de Francisim oraz Julesem Maxwellem.
12 czerwca 2023 artystka została uhonorowana Orderem Australii i przysługuje jej tytuł damy.

## Kariera

### Początki
Lisa Gerrard zaczęła tworzyć oryginalną muzykę jako członek sceny Little Band w Melbourne, eksperymentalnej sceny post-punkowej, która działała od 1978 do 1981 roku  Tu m.in. spotkała współzałożyciela Dead Can Dance, Brendana Perry'ego. W tym czasie Gerrard została wokalistką grupy Microfilm, która wydała  w 1980 3 utwory:  Window, Centrefold oraz trzeci, Summer House na kompilacji  From Belgrave With Love w 1981 roku.

### Dead Can Dance
Zespół Dead Can Dance pierwotnie powstał w 1981 roku w Melbourne jako kwartet w składzie:
- Lisa Gerrard,
- Brendan Perry,
- Paul Erikson - basista
- Simon Monroe - perkusja.

W 1982 roku Gerrard, Perry i Erikson zdecydowali się przenieść się do Londynu, Monroe został w Australii, zespół od tej pory występował jako trio. Zespół Dead Can Dance nagrał siedem albumów studyjnych w wytwórni 4AD - zaczynając od albumu Dead Can Dance z 1984 roku i dwóch albumów studyjnych wydanych przez PIAS Recordings. Zakończył działalność w 1998 roku, reaktywował w 2005 roku, by wyruszyć w światową trasę koncertową. Kolejne trasy miały miejsce w 2012, 2019 i 2022. W maju 2023 artystka ogłosiła w wywiadzie zakończenie działalności zespołu.

### Kariera solowa i współpraca

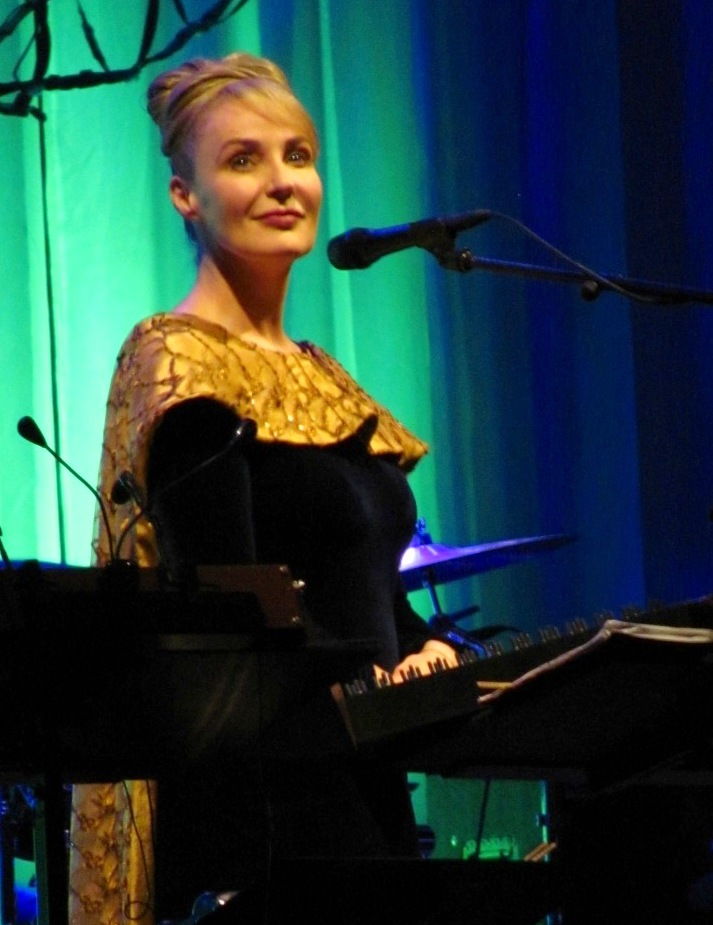
Lisa Gerrard w Beacon Theatre, 2012

W 1995 roku Gerrard nagrała z towarzyszeniem Victorian Philharmonic Orchestra i wydała swój pierwszy solowy album,The Mirror Pool. W 1998 roku nagrała we współpracy z kompozytorem Pieterem Bourke album Duality.  Współpraca była kontynuowana przy ścieżkach dźwiękowych do filmówThe Insider i Ali.
Gerrard w  2004 roku współpracowała  z kompozytorem Patrickiem Cassidy wydając album Immortal Memory, którą kontynuowała pracując przy filmie Salem's Lot. W następnym roku  przyczyniła się do powstania ścieżki dźwiękowej projektu Ashes and Snow.
20 listopada 2006 Gerrard wydała swój drugi solowy album, The Silver Tree. Album był nominowany do Australian Music Prize za rok 2006. W 2007 roku ukazał się retrospektywny album The Best of Lisa Gerrard, kompilacja piętnastu utworów obejmująca jej działalność  w: Dead Can Dance, pracę solową i filmową. Album zadebiutował na nr. 5 na liście albumów Billboard New Age w dniu 16 lutego 2008 roku i pozostał na liście przez dziesięć tygodni. Kontynuacją była trasa koncertowa, która rozpoczęła się w kwietniu w Melbourne w Australii, a następnie w Europie i Ameryce Północnej.
W listopadzie 2007 roku artystka współpracowała z niemieckim muzykiem Klausem Schulze nad podwójnym albumem Farscape który został wydany 4 lipca 2008 roku, po czym odbyła się ich europejska trasa koncertowa zwieńczona wydaniem DVD koncertu w Loreley w Niemczech 18 lipca 2008. W trakcie tournée wydano ich kolejną płytę Come Quietly. We wrześniu 2009 Gerrard i Schulze odbyli kolejną trasę koncertową po sześciu europejskich miastach – Warszawie, Berlinie, Amsterdamie, Essen, Paryżu i Brukseli.
W październiku 2009 Gerrard wydała swój trzeci solowy album, The Black Opal, przy którym współpracowała z Patrickiem Cassidy, Michaelem Edwardsem, Pieterem Bourke i Jamesem Orrem.  Był to pierwszy album wydany przez jej wytwórnię, Gerrard Records. W 2010 roku Gerrard wydała album Departum z kompozytorem Marcello De Franciscim, współpracowała  z multiinstrumentalistą Prashem Mistry z brytyjskiego kolektywu dubstepowego Engine Earz Experiment, nad utworem Spirit Guide, który pojawił się na jego albumie z 2011 roku.
W lipcu 2014 roku Gerrard wydała we własnym wydawnictwie solowy album Twilight Kingdom we współpracy z Danielem Johnsem, Astrid Williamson, Patrickiem Cassidy i słowami Russella Crowe'a. W 2014 roku artystka współpracowała z brytyjskim kompozytorem, autorem tekstów i producentem Chicane przy albumie The Sum of Its Parts, wydanym 25 stycznia 2015 roku przez Modena Records.
14 marca 2018 Gerrard wystąpiła w Narodowym Pałacu Kultury w Sofii z Genesis Orchestra pod dyrekcją Yordana Kamdzhalova w partiach wokalnych Symfonii pieśni żałosnych Henryka Góreckiego. W 2018 roku pojawiła się na BooCheeMish, albumie nagranym z chórem Mystery of Bulgarian Voices; była również autorką niektórych utworów.  Również w 2018 roku współpracowała z perkusistą solowym Davidem Kuckhermannem, przy albumie Hiraeth, wydanym 6 sierpnia 2018 roku. Hiraeth był nominowany w kategorii Najlepszy album New Age podczas 61. dorocznej ceremonii rozdania nagród Grammy w Staples Center, która odbyła się 10 lutego 2019 roku.  Później Gerrard  odbyła jako gość specjalny tournée z chórem Mystery of Bulgarian Voices, występując w piętnastu koncertach od 12 marca do 20 października 2019 r.  W 2019 roku  z Yordanem Kamdzhalovem i Genesis Orchestra  nagrała  w Sofii w Bułgarskim Narodowym Studiu Radiowym płytę Symfonii pieśni żałosnych, która ukazała się 17 stycznia 2020 roku.
Po 2020 roku artystka współpracowała z muzykiem Dead Can Dance Julesem Maxwellem - wydając płytę Burn (2021) oraz jej wersję koncertową One Night in Porto ( 2023).  W 2022 ukazała się Exaudia we współpracy z Marcello De Franciscim.

### Film
Pierwsze doświadczenia w komponowaniu muzyki do filmu Gerrard miały miejsce w 1989 roku w hiszpańskim filmie El Niño de la Luna w reżyserii Agustí Villarongi. Muzykę do filmu skomponował Dead Can Dance, a Lisa Gerrard zagrała swoją pierwszą rolę aktorską.
Gerrard brała udział w tworzeniu muzyki do wielu filmów, ale powszechną rozpoznawalność jako kompozytorka filmowa zdobyła po nagraniu The Insider w 1999 roku z Pieterem Bourke  oraz rok później przy  Gladiatorze z Hansem Zimmerem.  Film był nominowany do Oscara za najlepszą ścieżkę dźwiękową oraz zdobył Złoty Glob. Utwór Now We Are Free pozostawał 460 tygodni na Liście Billboard 200 docierając do 2 miejsca w 2011 roku. Z Zimmerem współpracowała jednocześnie również przy Mission: Impossible II. Oba albumy znalazły się na liście Billboard 200.  Dwa lata później skomponowała muzykę o niezależnego filmu nowozelandzkiego Whale Rider.
W 2005 roku Gerrard współpracowała z Ennio Morricone przy filmie Fateless, a następnie z Jeffem Roną przy ścieżce dźwiękowej do filmu fabularnego A Thousand Roads. W 2006 roku powstał dokumentalny film Sanctuary, o życiu i twórczości artystki, zawierał obszerne wywiady z Gerrard oraz Michaelem Mannem, Russellem Crowe, Hansem Zimmerem, Niki Caro.
W 2009 roku Gerrard pracowała przy filmie dokumentalnym Tima Cope'a On the Trail of Genghis Khan i wniosła swój wkład do ścieżki dźwiękowej.  W tym samym roku napisała muzykę do filmu Balibo, za którą zdobyła nagrodę za najlepszą muzykę do filmu fabularnego na gali APRA Screen Music Awards w 2009 roku oraz nagrodę Aria za najlepszą oryginalną ścieżkę dźwiękową/obsadę/album na gali Aria Awards w 2009 roku. W 2009 roku użyczyła swojego głosu w czołówce japońskiego dramatu NHK Ryōmaden.
W 2010 roku Gerrard nagrała muzykę do Tears of Gaza z Marcello De Francisci. Napisała także muzykę do wyreżyserowanego przez Jima Loacha filmu Oranges and Sunshine z Emily Watson i Hugo Weaving w rolach głównych, który miał premierę w kwietniu 2011 roku i przyniósł jej kolejną nominację do nagrody IF Awards 2011 w kategorii Najlepsza ścieżka dźwiękowa. W listopadzie tego roku  współtworzyła muzykę do thriillera science-fiction Priest Christophera Younga..
W listopadzie 2011 roku Gerrard skomponowała muzykę do filmu Burning Man, która zdobyła nagrodę za najlepszą ścieżkę dźwiękową podczas rozdania nagród Australijskiego Koła Krytyków Filmowych w 2012 roku.
Artystka brała również udział w nagrywaniu partii wokalnych do filmu  Diuna.

## Głos

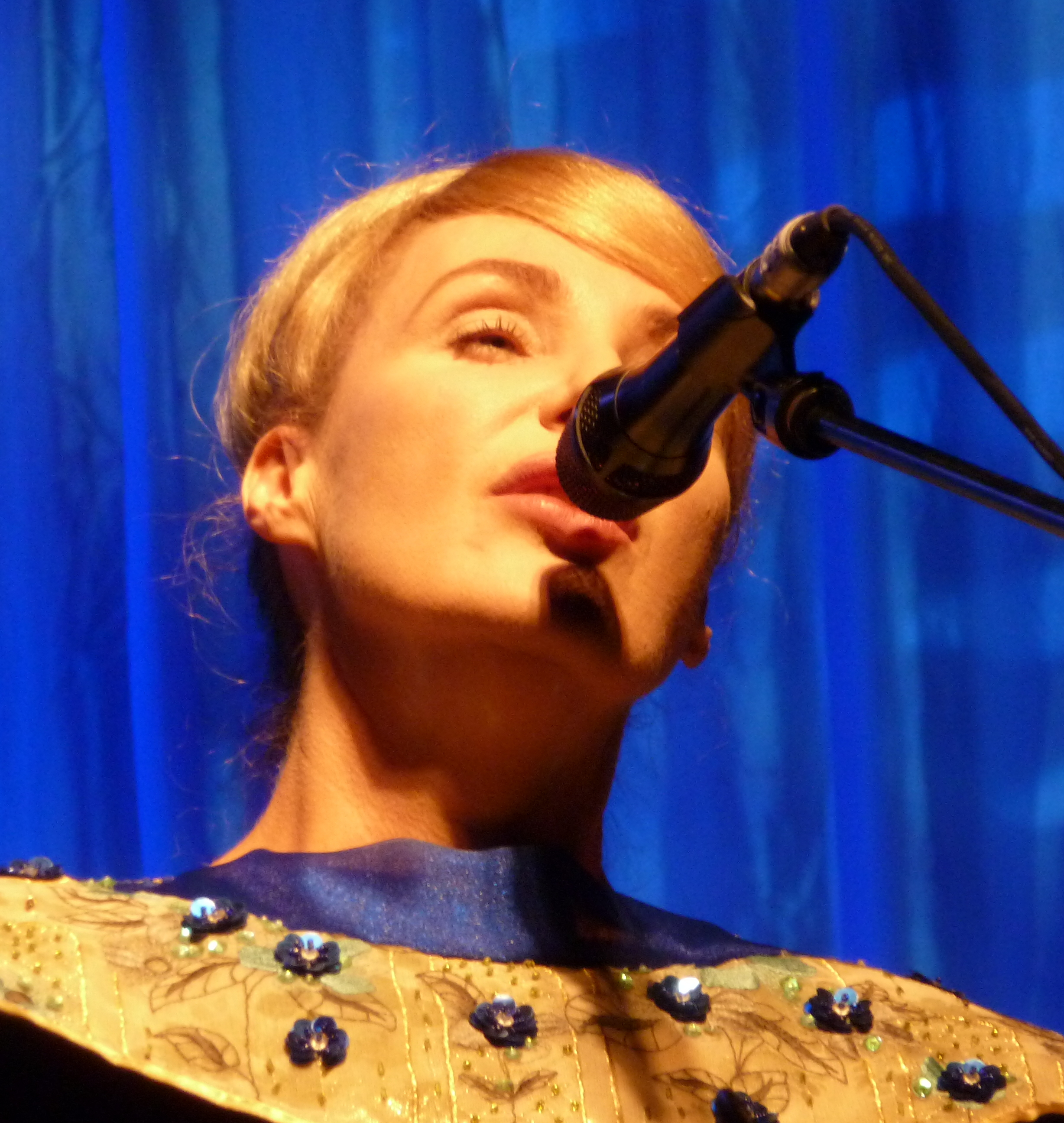
Gerrard podczas koncertu z Dead Can Dance w Paryżu, czerwiec 2013

Gerrard dysponuje zakresem wokalnym kontraltu, ale może również śpiewać w rejestrach zakresu mezzosopranowego.  Jej skala głosu toA2 do F♯5. Utwory najczęściej wykonywane są idioglosją - w jej własnym języku który wymyśliła i udoskonalała od 12 roku życia. Rzadziej wykonuje utwory po angielsku.
Na jej wczesne, kształtujące doświadczenia wokalne miała wpływ technika śpiewu bułgarskiego chóru oraz duża grecko-turecka społeczność w jej miejscu zamieszkania w młodości.

## Życie prywatne
Jej mężem jest Australijczyk o polskich korzeniach, Jacek Tuschewski. Mają dwie córki, Teresę i Lashnę (ur. w 1992 roku).

## Dyskografia
Zestawienie na podstawie Discogs:

### Solo
- The Mirror Pool (1995)
- The Silver Tree (2006)
- The Black Opal (2009)
- Twilight Kingdom (2014)

### Współpraca
- Lisa Gerrard, Pieter Bourke – Duality (1998)
- Lisa Gerrard, Pieter Bourke – The Insider (Music From The Motion Picture) (1999)
- Hans Zimmer, Lisa Gerrard – Gladiator (Music From The Motion Picture) (2000)
- Christopher Gordon, Lisa Gerrard – Salem's Lot (2004)
- Lisa Gerrard, Patrick Cassidy – Immortal Memory (2004)
- Lisa Gerrard, Jeff Rona – A Thousand Roads (Original Soundtrack To The Film) (2005)
- Klaus Schulze, Lisa Gerrard – Farscape (2008)
- Klaus Schulze Feat. Lisa Gerrard – Dziękuję Bardzo - Vielen Dank (2009)
- Lisa Gerrard, Klaus Schulze – Come Quietly (2009)
- Lisa Gerrard, Marcello De Francisci – Departum (2010)
- Cye Wood, Lisa Gerrard – The Trail Of Genghis Khan (2010)
- Lisa Gerrard, Marcello De Francisci – Oranges And Sunshine (2011)
- Michael Stearns, Lisa Gerrard and Marcello De Francisci – Samsara (Original Motion Picture Soundtrack) (2012)
- Zbigniew Preisner, Lisa Gerrard, Archie Buchanan – Diaries of Hope (2013)
- Hans Zimmer, Lorne Balfe, Lisa Gerrard – The Bible (The Original Score Soundtrack To The Epic Mini Series) (2013)
- Lisa Gerrard, David Kuckhermann – Hiraeth (2018)
- Zbigniew Preisner, Lisa Gerrard – Valley of Shadows (Original Motion Picture Soundtrack) (2018)
- Preisner Zbigniew, Dominik Wania, Lisa Gerrard - Melodies Of My Youth (2019)
- Lisa Gerrard, Genesis Orchestra, Yordan Kamdzhalov - Górecki:Symphony No. 3: Symphony Of Sorrowful Songs (2020)
- Lisa Gerrard, Jules Maxwell - Burn (2021)
- Lisa Gerrard and Marcello De Francisci - Exaudia (2022)
- Lisa Gerrard, Jules Maxwell - One Night in Porto (Burn live)  (2023)